# Xulio Viejo
Xulio Viejo Fernández (Oviedo, 1968). Lingüista y escritor español en lengua asturiana.
Filólogo de formación y profesor en la Universidad de Oviedo, está considerado uno de los principales estudiosos de la lengua asturiana y su literatura. Tiene publicados trabajos en los campos de la onomástica, la sociolingüística o la lingüística histórica entre otros. Es secretario de la Revista de Filoloxía asturiana desde su fundación en 2001.
Como escritor cultiva principalmente la narrativa, aunque tiene también publicado un libro de poesía con el que ganó el premio Xuan María Acebal.

## Obra

### Trabajos de investigación lingüística y literaria
- Entamos d'Onomástica asturiana, Consejería de Educación (Documentos ; 8), Oviedo , 1992
- La conformanza hestórica de l'antroponimia asturiana: (tradición, modes y continuidá nos nomes medievales de persona, estudiu estadísticu), Consejería de Educación (Documentos ; 22), Oviedo , 1997.
- Llugar de Tene: (antigua feligresía de San Llurienzo y puertu), Academia de la Lengua Asturiana (Toponimia; 64. Conceyu de Quirós; 2), Oviedo, 1998.
- Las formas compuestas en el sistema verbal asturiano. Departamento de Filología Española (Biblioteca de filología hispánica. Series minor; 3), Oviedo, 1998.
- La formación histórica de la llingua asturiana, Trabe, Oviedo, 2003.
- Llingua y cultura lliteraria na Edá Media asturiano-lleonesa, Trabe (Historia de la lliteratura asturiana; 1), Oviedo, 2004.

### Ediciones críticas
- Antón de Marireguera: Fábules, teatro y romances: Alvízoras llibros, Oviedo, 1997.

### Narrativa
- Na llende del concicional perfeutu: Llibros del Pexe, Gijón, 1990.
- Les falcatrúes del demoniu: Trabe, Oviedo 1992.
- Los araxales de la vida. Trabe, Oviedo, 2001.

### Poesía
- Les etimoloxíes del silenciu. Oviedo, 1997.